# Le Reportage du plus faible
Pour plus de détails, voir Fiche technique et Distribution.
Le Reportage du plus faible (The Weakly Reporter) est un court métrage d'animation américain de la série Merrie Melodies, réalisé par Chuck Jones et produit par Leon Schlesinger Studios, sorti en 1944.